# M-64 (plataforma de satélite)
M-64 é a designação de uma plataforma de satélites multimissão desenvolvida pelo OKB-1, tendo sido usada nas duas primeiras espaçonaves do Programa Marte e também no Programa Vênera em 1964.